# Sobirania tecnològica
La sobirania tecnològica fa referència a la capacitat d'un país o comunitat per prendre decisions i controlar la seva pròpia tecnologia, en lloc de dependre de tecnologies estrangeres. Implica el desenvolupament de capacitats locals, la protecció de dades i drets digitals, i promou el desenvolupament econòmic i polític sostenible per tal que la infraestructura i les tecnologies de la informació i la comunicació estigui alineada amb les lleis, necessitats i interessos del país on s'ubiquen els usuaris.
La sobirania de dades o la sobirania informativa de vegades se superposen amb la sobirania tecnològica, ja que els seus àmbits d'actuació estan vinculats a la gestió d'informació i també es refereix a la subjecció de la informació a les lleis del país en què l'interessat és ciutadà, o bé la informació s'emmagatzema o flueix, qualsevol que sigui la seva forma, fins i tot quan s'hagi convertit i emmagatzemat en forma digital binària.
Com a corrent s'inspira i recolza altres moviments com: el programari lliure, el decreixement, l'economia social, la sobirania alimentària, la sobirania energètica, entre d'altres. Postula la necessitat d'empoderament col·lectiu a l'àmbit de les noves tecnologies, resultant claus:
- Una ciutadania conscient i responsable en el seu ús i consum.
- La creació i ús d'alternatives autogestionades, per exemple a: les telecomunicacions, la informàtica d'usuari, el programari per a pimes, Internet, plataformes i xarxes socials.

## Dependència tecnològica
La sobirania tecnològica surt com a resposta al món globalitzat actual on la dependència de corporacions transnacionals tant en Sistemes Operatius, Programari de Gestió, Maquinari i Infraestructura, és extremadament alta. La tendència a anar al model de núvol tant en infraestructura com en programari és molt alta. Per exemple, els models que ofereixen tant Microsoft com Google amb els seus productes Office 365 o Google Drive o l'iCloud d'Apple on ja no cal utilitzar un ordinador amb disc dur ja que des de qualsevol dispositiu sigui telèfon intel·ligent, tauleta o ordinador es poden editar i emmagatzemar des de documents de treball fins a fotos, calendaris, agendes i altra informació utilitzada per tots avui dia. Tota l'enginyeria està enfocada a fer-ho simple o en un parell de clics i facilitar l'usuari a anar cap a aquests models.
L'extensió de la Web 2.0 i els serveis de xarxes socials (Facebook, Twitter, Instagram, etc) impacten en la vida quotidiana de milions d'éssers humans: les seves fotografies, història de vida, treball, hàbits i costums enfoquen també els seus recursos a fer-ho molt simple per accedir i interconnectar. Darrere de la "màgia del simple" ens trobem amb una enginyeria social amb la generació de perfils d'usuaris per ubicació (gràcies a la geolocalització dels dispositius mòbils), usos i costums, etc. que fa possible identificar tant clients potencials com possibles "amenaces" als interessos de les corporacions i les agències per a les quals col·laboren.
El màxim exponent va ser el Projecte PRISM i les activitats de l'Agència de Seguretat Nacional dels Estats Units d'Amèrica denunciat per Edward Snowden el 2013.

## Iniciatives estatals
La dependència tecnològica no només afecta a l'activitat de les persones i la protecció de les seves dades, sinó que produeix un efecte negatiu en el posicionament dels estats en el mapa polític-econòmic mundial.
En el cas d'Europa l'interès per la sobirania digital està estretament vinculat a la regulació de l’economia digital, que representa més del 6% del PIB a França, per exemple. Això es combina amb el desig de reduir la dependència estrangera, compartit pel 87% de la població. A escala europea, l’estratègia se centra en minimitzar la dependència de tecnologia i capital no europeu. Actualment, cap empresa europea figura entre les 20 principals marques tecnològiques globals, destacant la necessitat urgent de liderar sectors com el núvol, la ciberseguretat i les infraestructures digitals. Com a dada descriptiva, s’estima que el 92% de totes les dades dels estats europeus occidentals s'allotgen als Estats Units. Això inclou tant les dades de les persones en les seves activitats en línia, com totes les dades dels governs regionals i estatals.
Des de començament del s. XXI, la Comunitat Europea va desplegar el projecte Galileo de cartografia i posicionament com alternativa al GPS. Posteriorment va desplegar el Programa Copernicus que aporta capacitat operacional i autònoma d'observació de la Terra amb finalitats de monitorització meteorològica i mediambiental. Recentment ha endegat diverses iniciatives com el Reglament General de Protecció de Dades, el programa Horizon Europe, etc.
En l'àmbit d'Amèrica del sud, es va impulsar per la UNASUR la construcció d'un anell de fibra òptica sobirà, i centres de dades sobirans (una proposta acordada a la Reunió d'Autoritats i Experts en Seguretat Informàtica i de les Telecomunicacions del MERCOSUR, el 17 de setembre de 2013 a  Caracas). Amb tot, resta per desplegar l'ús de programari lliure , que permet l'anàlisi i control dels seus continguts i abast així com també iniciar camins per al desenvolupament de maquinari lliure.

## Alternatives tecnològiques per evitar la dependència tecnològica
- DuckDuckGo. Un cercador que assegura no fer un seguiment dels usuaris i recopilar les seves dades.
- Fairphone : un model de negoci just i responsable per produir telèfons mòbils responsables, maquinari de codi obert i tot. Un projecte per produir telèfons intel·ligents sense explotar els recursos naturals dels països pobres.
- LibreOffice: El paquet ofimàtic alternatiu a l'Office de Microsoft.
- LineageOS (anteriorment CyanogenMod): un sistema operatiu gratuït per a telèfons mòbils basats en Android.
- Linux, el sistema operatiu més popular construït amb programari lliure. Hi ha desenes de tipus de distribució .
- Moodle: En el món de l'educació, el programari lliure més utilitzat per oferir cursos en línia.
- Nextcloud. Un model d'emmagatzemament en línia que ofereix una alternativa gratuïta a serveis com Office 365, Google Drive o iCloud.
- Replicant: col·lectiu hacktivista que desenvolupa una distribució totalment gratuïta del sistema operatiu Android que funcionarà en una varietat de dispositius mòbils.
- Xarxa Tor: Un projecte que aposta per l'anonimat de l'usuari per navegar per Internet. (Molts també inclourien el navegador Firefox en aquest grup, perquè protegeix l' anonimat dels usuaris millor que la majoria dels altres navegadors ).

- Xarxes socials gratuïtes i federades : Mastodon , Funkwhale , PeerTube,...
- El programari lliure ofereix moltes opcions per crear blocs i llocs web, com Drupal, WordPress...

Des del 2016, i amb periodicitat anual, se celebra a Barcelona el Congrés de Sobirania Tecnològica.